# Gérard Economos
Gérard Economos (París, 17 de diciembre de 1935-11 de diciembre de 2016, Manzanillo, México, 2016). Fue un artista plástico de origen griego, nacido en París, que vivió en Guadalajara gran parte de su vida. 

## Biografía

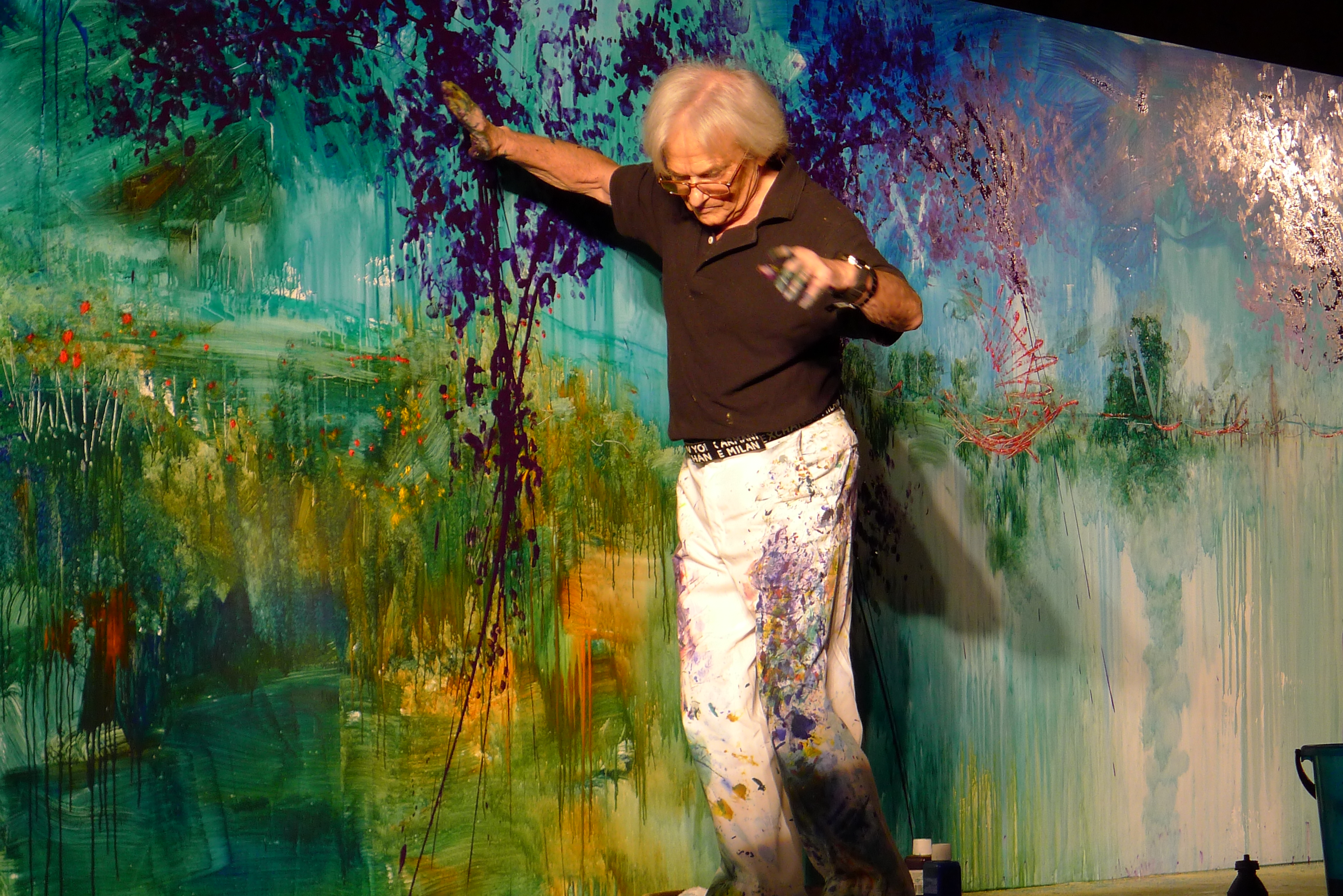
Gérard Economos

Estudió arquitectura y urbanismo en la escuela de Bellas Artes de París, pero se deslindó del oficio en 1953 para desarrollar su afición a la pintura.
Dentro del caudal de su obra se distinguen dos principios creativos: el ritmo y el color. Su influencia más clara es el impresionismo abstracto. 
Con el tiempo, Gérard estableció una estrecha relación con artistas como Jean Cocteau, Michel del Castillo, Lawrence Durrell, Marcel Marceau y Jean Giono. Asimismo, generó una estrecha amistad con el pintor mexicano Rufino Tamayo y su esposa Olga.
Entre sus ocupaciones, Economos ilustró numerosas obras literarias como la Colección Premio Nobel de Rombaldi y contribuyó con ilustraciones para firmas francesas como Cacharel, Charles Jourdan y Renault.
Las facetas artísticas del maestro se complementan. Por un lado, tenemos al pintor intimista de caballete; por el otro, al pintor de murales en performance. 

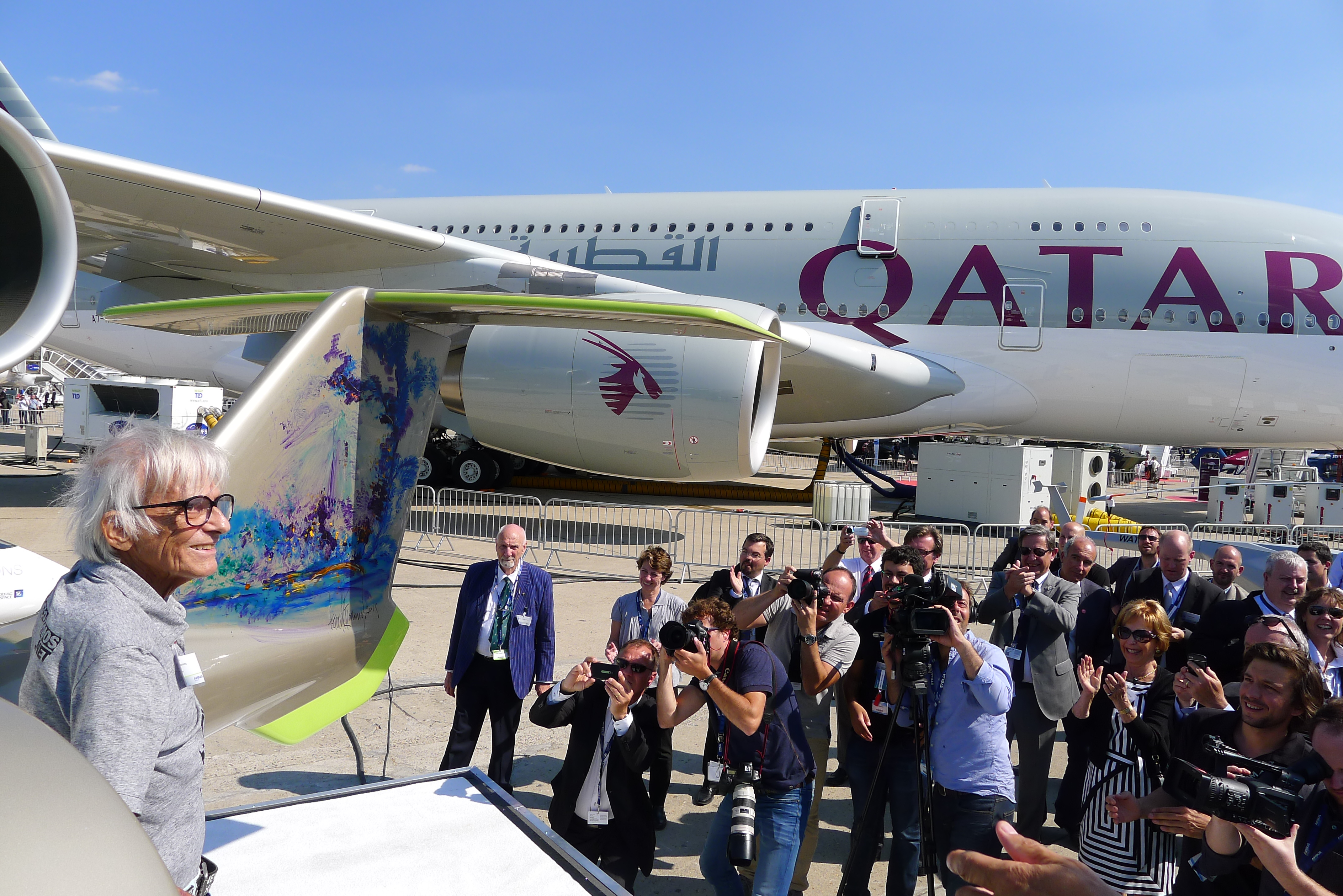
Durante el PARIS AIR SHOW 2015, Gérard Economos pintó la cola del nuevo E-Fan 2.0: Avión 100% Eléctrico de Airbus.

Las obras de Economos se encuentran expuestas en las más prestigiosas galerías de arte y museos en Europa, Estados Unidos, Asia y América Latina[cita requerida]. 

## Obra
- 2003 - Mural Un paisaje de color para todos en estación Santa Anita del Metro de la Ciudad de México.[1]

## Premios y reconocimientos
- 2005 - Medalla Legión de Honor por el gobierno de Francia